# Страхов, Иван Владимирович
Ива́н Влади́мирович Стра́хов (6 [19] сентября 1905 или 19 сентября 1905, Ильинское, Ярославская губерния — 20 ноября 1985, Саратов) ― советский психолог, доктор психологических наук, профессор. Основатель кафедры психологии Саратовского государственного педагогического института имени К. А. Федина

## Биография
Родился 6 (19) сентября 1905 года в селе Ильинское Ярославской губернии (ныне — Угличского района Ярославской области).
В 1927 году окончил филологический факультет Ярославского педагогического института. В 1927 году поступил в аспирантуру Московского института экспериментальной психологии, где его научным руководителем был профессор К. Н. Корнилов. После окончания аспирантуры в 1930 году назначен заведующим кафедрой психологии Иркутского педагогического института.
В 1934 году переехал в Белоруссию, где работал заведующим кафедрой психологии Гомельского педагогического института. В 1935 году ему присвоено ученое звание профессора.
В 1937 году стал основателем и заведующим кафедрой психологии Саратовского государственного педагогического института имени К. А. Федина, прослужив на этом посту более сорока лет.
В апреле 1941 года в Московском государственном педагогическом институте успешно защитил докторскую диссертацию на тему «Эмоциональные компоненты характера школьников в связи с общей характерологией».
В годы войны преподавал в различных вузах Саратова, а также в эвакуированном в этот город Ленинградском университете.
С 1958 по 1975 год возглавлял Саратовское отделение Общества психологов СССР.
Умер 20 ноября 1985 года в Саратове.

## Вклад в науку
Исследовал проблемы психологии творчества, психологии характера и внимания, психологии школьного урока, психологии высшей школы. Написал около 250 научных работ, в том числе 53-х отдельных изданий.

## Награды
- Два ордена Трудового Красного Знамени
- Орден «Знак Почета»
- Медаль «За доблестный труд в годы Великой Отечественной войны»